# Juh-Dee
Juh-Dee (* 23. Oktober 1986 in Duisburg; bürgerlich Marcel Uhde) ist ein deutscher Hip-Hop-Produzent. Er produziert hauptsächlich für Künstler des Düsseldorfer Labels Banger Musik und steht bei Warner/Chappell Music unter Vertrag.

## Leben und Karriere
Seine musikalischen Anfänge finden sich um 2005 im Elternhaus. Hier erstellte Juh-Dee erst Remixe und später eigene Beats. Seine Karriere als Produzent begann er 2008 mit zwei produzierten Tracks auf dem Debütalbum Asphalt Massaka des Düsseldorfer Rappers Farid Bang. Dieser verhalf ihm auch zum ersten Verlags-Deal. Es folgten viele weitere Produktionen für die Künstler von Banger Musik, ⁣⁣aber auch für andere Deutschrapper wie Kollegah, Massiv oder Azad. Teilweise tritt er auch als Sänger in Erscheinung, so unter anderem gemeinsam mit Majoe & Jasko. 2017 produzierte er für den Sänger Mike Singer auf dessen Album Karma erstmals Popmusik. Juh-Dees Producer-Tag „J-J Juh-Dee on the Beat!“ wurde von dem US-amerikanischen Rapper 6ix9ine nach einer Studiosession mit Farid Bang aufgenommen.

## Diskografie

### Singles
| Jahr | Titel Album               | Höchstplatzierung, Gesamtwochen, AuszeichnungChartplatzierungen (Jahr, Titel, Album, Platzierungen, Wochen, Auszeichnungen, Anmerkungen) | Höchstplatzierung, Gesamtwochen, AuszeichnungChartplatzierungen (Jahr, Titel, Album, Platzierungen, Wochen, Auszeichnungen, Anmerkungen) | Höchstplatzierung, Gesamtwochen, AuszeichnungChartplatzierungen (Jahr, Titel, Album, Platzierungen, Wochen, Auszeichnungen, Anmerkungen) | Anmerkungen                  |
| Jahr | Titel Album               | DE | AT | CH | Anmerkungen                  |
| ---- | ------------------------- | --- | --- | --- | ---------------------------- |
| 2013 | Rich Kidz                 | DE98 (1 Wo.)DE | AT33 (3 Wo.)AT | — | Prince Kay One feat. Juh-Dee |
| 2021 | Du bist der Fehler –      | DE24 (6 Wo.)DE | AT65 (1 Wo.)AT | — | mit Lune                     |
| 2022 | Love Champions Club       | DE57 (1 Wo.)DE | — | CH90 (1 Wo.)CH | mit Monet192                 |
| 2022 | Mein schlimmster Albtraum | DE61 (1 Wo.)DE | — | — | mit Lune                     |

Weitere Singles
- 2022: Summertime Sadness (mit ART)
- 2022: Runnin (mit Amir The Kid)

### Autorenbeteiligungen und Produktionen
| Jahr | Titel Interpretation                                             | Höchstplatzierung, Gesamtwochen, AuszeichnungChartplatzierungen (Jahr, Titel, Interpretation, Platzierungen, Wochen, Auszeichnungen, Anmerkungen) | Höchstplatzierung, Gesamtwochen, AuszeichnungChartplatzierungen (Jahr, Titel, Interpretation, Platzierungen, Wochen, Auszeichnungen, Anmerkungen) | Höchstplatzierung, Gesamtwochen, AuszeichnungChartplatzierungen (Jahr, Titel, Interpretation, Platzierungen, Wochen, Auszeichnungen, Anmerkungen) | Anmerkungen                              |
| Jahr | Titel Interpretation                                             | DE | AT | CH | Anmerkungen                              |
| ---- | ---------------------------------------------------------------- | --- | --- | --- | ---------------------------------------- |
| 2013 | Pushen Prince Kay One                                            | DE96 (1 Wo.)DE | — | — | Album: Der letzte Tag deines Lebens      |
| 2013 | Helal Money Prince Kay One feat. Farid Bang                      | DE71 (1 Wo.)DE | — | — | Album: Rich Kidz                         |
| 2013 | Keep Calm (Fuck U) Prince Kay One feat. Emory                    | DE11 (15 Wo.)DE | AT15 (12 Wo.)AT | CH30 (1 Wo.)CH | Album: Rich Kidz                         |
| 2014 | Wat is’ denn los mit dir Kollegah feat. Majoe                    | DE39 (13 Wo.)DE | — | — |                                          |
| 2014 | Egoist KC Rebell feat. Kollegah                                  | DE65 (2 Wo.)DE | — | — | Album: Rebellution                       |
| 2014 | Freundlicher Diktator Nazar                                      | — | AT67 (1 Wo.)AT | — | Album: Camouflage                        |
| 2014 | Lutsch Farid Bang                                                | DE44 (1 Wo.)DE | AT59 (1 Wo.)AT | CH61 (1 Wo.)CH | Album: Killa                             |
| 2015 | Johnny Fontaine Farid Bang                                       | — | AT69 (1 Wo.)AT | — | Album: Asphalt Massaka 3                 |
| 2016 | C R E E D Farid Bang                                             | DE95 (1 Wo.)DE | — | — | Album: Blut                              |
| 2016 | Intro [Abstand] KC Rebell                                        | DE80 (1 Wo.)DE | — | — | Album: Abstand                           |
| 2016 | TelVision KC Rebell feat. PA Sports, Kianush & Kollegah          | DE40 (3 Wo.)DE | AT52 (1 Wo.)AT | CH94 (1 Wo.)CH | Album: Abstand                           |
| 2016 | iPhone 17 KC Rebell feat. Moé                                    | DE19 (17 Wo.)DE | AT59 (6 Wo.)AT | CH57 (1 Wo.)CH | Album: Abstand                           |
| 2016 | Ich brauch dich KC Rebell                                        | DE30 (2 Wo.)DE | AT72 (1 Wo.)AT | CH63 (1 Wo.)CH | Album: Abstand                           |
| 2016 | Kaiseraura Kollegah                                              | DE30 (1 Wo.)DE | AT72 (1 Wo.)AT | CH63 (1 Wo.)CH | Album: Imperator                         |
| 2017 | Tabasco KC Rebell x Summer Cem                                   | DE41 (3 Wo.)DE | AT64 (1 Wo.)AT | — | Album: Maximum                           |
| 2017 | Voll mein Ding KC Rebell x Summer Cem feat. Adel Tawil           | DE34 (4 Wo.)DE | AT65 (1 Wo.)AT | — | Album: Maximum                           |
| 2017 | Studiogangster Kollegah & Farid Bang                             | DE13 (2 Wo.)DE | AT31 (1 Wo.)AT | — | Album: Jung Brutal Gutaussehend 3        |
| 2017 | Jung brutal gutaussehend 2017 Kollegah & Farid Bang              | DE16 (2 Wo.)DE | AT34 (1 Wo.)AT | — | Album: Jung Brutal Gutaussehend 3        |
| 2017 | Düsseldorfer Kollegah & Farid Bang                               | DE17 (2 Wo.)DE | AT40 (1 Wo.)AT | — | Album: Jung Brutal Gutaussehend 3        |
| 2017 | Frontload Kollegah & Farid Bang                                  | DE24 (2 Wo.)DE | AT50 (1 Wo.)AT | — | Album: Jung Brutal Gutaussehend 3        |
| 2017 | Massephase Kollegah & Farid Bang                                 | DE27 (2 Wo.)DE | AT57 (1 Wo.)AT | — | Album: Jung Brutal Gutaussehend 3        |
| 2017 | Warlordz Kollegah & Farid Bang                                   | DE31 (2 Wo.)DE | AT60 (1 Wo.)AT | — | Album: Jung Brutal Gutaussehend 3        |
| 2017 | In jeder deutschen Großstadt Kollegah & Farid Bang               | DE34 (1 Wo.)DE | AT67 (1 Wo.)AT | — | Album: Jung Brutal Gutaussehend 3        |
| 2017 | Älter brutaler skrupelloser (Outro) Kollegah & Farid Bang        | DE38 (1 Wo.)DE | AT72 (1 Wo.)AT | — | Album: Jung Brutal Gutaussehend 3        |
| 2017 | Nicht jetzt KC Rebell x Summer Cem                               | DE20 (13 Wo.)DE | AT50 (1 Wo.)AT | CH70 (1 Wo.)CH | Album: Maximum                           |
| 2017 | Maximum KC Rebell x Summer Cem                                   | DE60 (2 Wo.)DE | — | CH92 (1 Wo.)CH | Album: Maximum                           |
| 2017 | Desert Eagle Kurdo & Majoe                                       | DE68 (3 Wo.)DE | — | CH99 (1 Wo.)CH | Album: Blanco                            |
| 2017 | Zieh’ den Rucksack aus Kollegah & Farid Bang                     | DE4 (15 Wo.)DE | AT1 (9 Wo.)AT | CH35 (2 Wo.)CH | Album: Nafri Trap EP Volume 1            |
| 2017 | Ave Maria Kollegah & Farid Bang                                  | DE5 (7 Wo.)DE | AT9 (2 Wo.)AT | CH15 (3 Wo.)CH | Album: Jung Brutal Gutaussehend 3        |
| 2017 | Bis hier und noch weiter Adel Tawil feat. KC Rebell & Summer Cem | DE23 (12 Wo.)DE | AT72 (2 Wo.)AT | CH97 (1 Wo.)CH | Album: So schön anders                   |
| 2018 | Royals & Kings Glasperlenspiel feat. Summer Cem                  | DE70 (5 Wo.)DE | — | — | Album: Licht & Schatten                  |
| 2018 | Casanova Summer Cem & Bausa                                      | DE4 (37 Wo.)DE | AT4 (32 Wo.)AT | CH37 (16 Wo.)CH | Album: Endstufe                          |
| 2018 | International Gangstas Farid Bang x Capo x 6ix9ine feat. Sch     | DE5 (5 Wo.)DE | AT11 (4 Wo.)AT | CH8 (2 Wo.)CH | Album: Nurmagomedow EP / Torremolinos    |
| 2019 | Guadalajara Bausa feat. Summer Cem                               | DE40 (2 Wo.)DE | AT40 (1 Wo.)AT | — | Album: Fieber                            |
| 2019 | Hasso KC Rebell                                                  | DE26 (4 Wo.)DE | AT43 (3 Wo.)AT | CH61 (2 Wo.)CH | Album: Hasso                             |
| 2019 | Tu m’appelles Adel Tawil feat. Peachy                            | DE48 (13 Wo.)DE | — | CH30 (23 Wo.)CH | Album: Alles lebt                        |
| 2019 | Immer auf der Straße 18 Karat feat. Gzuz                         | DE38 (1 Wo.)DE | AT46 (1 Wo.)AT | CH69 (1 Wo.)CH | Album: Je m'appelle kriminell            |
| 2020 | E coupé Ali471                                                   | DE51 (1 Wo.)DE | — | — | Album: Ali                               |
| 2020 | 28 Liter Apache 207                                              | DE68 (1 Wo.)DE | — | — | Album: Treppenhaus                       |
| 2020 | Goalgetter Ali471                                                | DE38 (6 Wo.)DE | — | CH99 (1 Wo.)CH | Album: Ali                               |
| 2020 | 90-60-111 Shirin David                                           | DE1 (9 Wo.)DE | AT1 (7 Wo.)AT | CH10 (4 Wo.)CH |                                          |
| 2020 | Jacob & Co Elias                                                 | DE30 (2 Wo.)DE | AT41 (1 Wo.)AT | CH70 (1 Wo.)CH | Album: Came From Nothing                 |
| 2020 | Bläulich Apache 207                                              | DE1 (33 Wo.)DE | AT1 (23 Wo.)AT | CH3 (22 Wo.)CH | Album: Treppenhaus                       |
| 2020 | Unterwegs Apache 207                                             | DE1 (11 Wo.)DE | AT6 (6 Wo.)AT | CH6 (5 Wo.)CH | Album: Treppenhaus                       |
| 2020 | Hoes Up G’s Down Shirin David                                    | DE6 (5 Wo.)DE | AT9 (3 Wo.)AT | CH13 (2 Wo.)CH | Album: Bitches brauchen Rap (Re-Release) |
| 2021 | Verdammt, ich lieb’ dich Mike Singer                             | DE28 (12 Wo.)DE | AT51 (7 Wo.)AT | CH100 (1 Wo.)CH | Album: Emotions                          |
| 2021 | Ich darf das Shirin David                                        | DE1 (21 Wo.)DE | AT2 (17 Wo.)AT | CH3 (8 Wo.)CH | Album: Bitches brauchen Rap              |
| 2021 | Lieben wir Shirin David                                          | DE1 (18 Wo.)DE | AT6 (12 Wo.)AT | CH6 (6 Wo.)CH | Album: Bitches brauchen Rap              |
| 2021 | Küsse wie Gift Lea x Luna                                        | DE19 (9 Wo.)DE | AT50 (1 Wo.)AT | CH70 (1 Wo.)CH | Album: Fluss                             |
| 2021 | Kapitel III Thunfisch & Weinbrand (2sad2disco) Apache 207        | DE13 (2 Wo.)DE | AT30 (1 Wo.)AT | CH21 (1 Wo.)CH | Album: 2sad2disco                        |
| 2021 | Double Cup Mero                                                  | DE43 (1 Wo.)DE | — | CH56 (1 Wo.)CH |                                          |
| 2021 | Schlechtes Vorbild Shirin David                                  | DE13 (3 Wo.)DE | AT19 (2 Wo.)AT | CH16 (2 Wo.)CH | Album: Bitches brauchen Rap              |
| 2022 | Blauer Himmel Jamule                                             | DE23 (3 Wo.)DE | AT43 (1 Wo.)AT | CH47 (1 Wo.)CH | Album: Magic                             |
| 2022 | Bilder Jamule                                                    | DE57 (2 Wo.)DE | AT24 (1 Wo.)AT | CH48 (1 Wo.)CH | Album: Magic                             |
| 2022 | Rapstars Mero feat. Jamule                                       | DE10 (4 Wo.)DE | AT31 (2 Wo.)AT | CH39 (1 Wo.)CH |                                          |

Weitere Autorenbeteiligungen und Produktionen (Auswahl)
| Jahr | Künstler                                 | Titel                               | Album                        |   |
| ---- | ---------------------------------------- | ----------------------------------- | ---------------------------- | - |
| 2008 | Farid Bang feat. Moemusic                | Der Araber                          | Asphalt Massaka              |   |
| 2008 | Farid Bang feat. Summer Cem              | 110                                 | Asphalt Massaka              |   |
| 2010 | Azad feat. Manuellsen & K-Rush           | Murder                              | Azphalt Inferno 2            |   |
| 2010 | Farid Bang feat. Eko Fresh               | Immer noch ein Bastard              | Asphalt Massaka 2            |   |
| 2010 | Farid Bang feat. Summer Cem              | Es ist soweit                       | Asphalt Massaka 2            |   |
| 2010 | Farid Bang feat. Layouna                 | Vom Tellerwäscher zum Millionär     | Asphalt Massaka 2            |   |
| 2010 | Summer Cem feat. Farid Bang              | Madrid                              | Feierabend                   |   |
| 2011 | Farid Bang                               | Spiel ohne Regeln                   | Banger leben kürzer          |   |
| 2011 | Farid Bang feat. Ramsi Aliani            | König der Nacht                     | Banger leben kürzer          |   |
| 2012 | Farid Bang                               | Ich bin drauf                       | Der letzte Tag deines Lebens |   |
| 2012 | Farid Bang                               | Pusher                              | Der letzte Tag deines Lebens |   |
| 2012 | Farid Bang feat. Summer Cem              | Vom Dealer zum Rapstar              | Der letzte Tag deines Lebens |   |
| 2012 | Farid Bang feat. Zemine                  | Du fehlst mir                       | Der letzte Tag deines Lebens |   |
| 2012 | Majoe & Jasko                            | Disco Massaker                      | Mobbing Musik                |   |
| 2012 | Majoe & Jasko                            | Doppelzeit                          | Mobbing Musik                |   |
| 2012 | Majoe & Jasko                            | Es geht ab                          | Mobbing Musik                |   |
| 2012 | Majoe & Jasko                            | Hände hoch                          | Mobbing Musik                |   |
| 2012 | Majoe & Jasko                            | Jugo Betrugo                        | Mobbing Musik                |   |
| 2012 | Majoe & Jasko                            | Kinotrailer                         | Mobbing Musik                |   |
| 2012 | Majoe & Jasko                            | NRW Sound                           | Mobbing Musik                |   |
| 2012 | Majoe & Jasko                            | Ray Ban                             | Mobbing Musik                |   |
| 2012 | Majoe & Jasko                            | Unterricht                          | Mobbing Musik                |   |
| 2012 | Majoe & Jasko                            | Vergessen von der Welt              | Mobbing Musik                |   |
| 2012 | Majoe & Jasko feat. Farid Bang           | Boxhandschuh                        | Mobbing Musik                |   |
| 2012 | Majoe & Jasko feat. Farid Bang           | Wir kommen in jeden Club            | Mobbing Musik                |   |
| 2012 | Majoe & Jasko feat. Juh-Dee              | Bis zum Ende                        | Mobbing Musik                |   |
| 2012 | Majoe & Jasko feat. Juh-Dee              | Die Nacht wird zum Tag              | Mobbing Musik                |   |
| 2012 | Majoe & Jasko feat. L-Nino               | Banger 4 Life                       | Mobbing Musik                |   |
| 2012 | Majoe & Jasko feat. Massiv               | Mic Check                           | Mobbing Musik                |   |
| 2012 | Massiv feat. Manuellsen                  | Höher als der Rest der Welt         |                              |   |
| 2012 | Nazar                                    | Stilles Meer                        |                              |   |
| 2013 | KC Rebell                                | Entscheidung                        | Banger rebellieren           |   |
| 2013 | KC Rebell                                | Raprebellizzzy                      | Banger rebellieren           |   |
| 2013 | KC Rebell                                | Sky is the Limit                    | Banger rebellieren           |   |
| 2013 | KC Rebell feat. RAF Camora               | Grössenwahn                         | Banger rebellieren           |   |
| 2013 | KC Rebell feat. Farid Bang & Summer Cem  | 600Benz Remix                       | Banger rebellieren           |   |
| 2013 | Kollegah & Farid Bang                    | Machoattitüde                       | Jung, brutal, gutaussehend 2 |   |
| 2013 | Majoe & Jasko                            | Airmax                              | Majoe Vs Jasko               |   |
| 2013 | Majoe & Jasko                            | Asphalt                             | Majoe Vs Jasko               |   |
| 2013 | Majoe & Jasko                            | Majoe vs. Jasko                     | Majoe Vs Jasko               |   |
| 2013 | Majoe & Jasko                            | Patte durch die Luft                | Majoe Vs Jasko               |   |
| 2013 | Majoe & Jasko feat. Farid Bang           | Super Savajin                       | Majoe Vs Jasko               |   |
| 2013 | Majoe & Jasko feat. KC Rebell            | Over the Top                        | Majoe Vs Jasko               |   |
| 2013 | Majoe & Jasko feat. Ramsi Aliani         | Angst vor dem Tag                   | Majoe Vs Jasko               |   |
| 2013 | Majoe & Jasko feat. Summer Cem           | Hör mal wer da hämmert              | Majoe Vs Jasko               |   |
| 2013 | Massiv feat. Farid Bang                  | Massaka Kokain 3                    |                              |   |
| 2013 | Prince Kay One                           | Karma                               | Rich Kidz                    |   |
| 2013 | Prince Kay One                           | Prince Kay One                      | Rich Kidz                    |   |
| 2013 | Prince Kay One feat. Juh-Dee             | Rich Kidz                           | Rich Kidz                    |   |
| 2014 | Farid Bang                               | Banger Musiker                      | Killa                        |   |
| 2014 | Farid Bang                               | Killa                               | Killa                        |   |
| 2014 | Farid Bang feat. KC Rebell & Summer Cem  | Disco MMA                           | Killa                        |   |
| 2014 | KC Rebell                                | Head in a Bed                       | Rebellution                  |   |
| 2014 | KC Rebell                                | Rap Rebellution                     | Rebellution                  |   |
| 2014 | Majoe                                    | Hantelbank                          | Breiter als der Türsteher    |   |
| 2014 | Majoe                                    | Wenn wir kommen                     | Breiter als der Türsteher    |   |
| 2014 | Majoe                                    | Zahnpastalächeln                    | Breiter als der Türsteher    |   |
| 2014 | Majoe feat. Kollegah                     | Muskulöse Übernahme                 | Breiter als der Türsteher    |   |
| 2014 | PA Sports feat. Manuellsen               | Nicht verstanden                    | H.A.Z.E                      |   |
| 2014 | Summer Cem                               | HAK                                 | HAK                          |   |
| 2015 | Farid Bang                               | Der totale Beef                     | Asphalt Massaka 3            |   |
| 2015 | Farid Bang                               | King of Gangstarap                  | Asphalt Massaka 3            |   |
| 2015 | KC Rebell                                | Auf dem Weg                         | Fata Morgana                 |   |
| 2015 | KC Rebell                                | Hasso                               | Fata Morgana                 |   |
| 2015 | KC Rebell                                | Money                               | Fata Morgana                 |   |
| 2015 | KC Rebell feat. Xavier Naidoo            | Fata Morgana                        | Fata Morgana                 |   |
| 2015 | Majoe                                    | Mr. Majoe                           | Breiter als 2 Türsteher      |   |
| 2015 | Majoe                                    | Täglich grüsst das Murmeltier       | Breiter als 2 Türsteher      |   |
| 2015 | Majoe feat. Farid Bang & KC Rebell       | Hip Hop                             | Breiter als 2 Türsteher      |   |
| 2015 | Majoe feat. Philippe Heithier            | Fallschirm                          | Breiter als 2 Türsteher      |   |
| 2015 | Majoe feat. Philippe Heithier            | Jedes deiner Worte                  | Breiter als 2 Türsteher      |   |
| 2016 | Farid Bang                               | 100 Bars                            | Blut                         |   |
| 2016 | Farid Bang                               | Bentley                             | Blut                         |   |
| 2016 | Farid Bang feat. Fat Joe                 | Escobar                             | Blut                         |   |
| 2016 | Farid Bang feat. Juelz Santana           | Blut auf dem Asphalt                | Blut                         |   |
| 2016 | Farid Bang feat. Summer Cem              | Russische Diät                      | Blut                         |   |
| 2016 | Farid Bang feat. Xavier Naidoo           | Wer hat etwas anderes gesagt        | Blut                         |   |
| 2016 | Jasko                                    | Keiner von uns                      | Wenn kommt, dann kommt       |   |
| 2016 | Jasko                                    | Steinzeit Kanakken                  | Wenn kommt, dann kommt       |   |
| 2016 | Jasko                                    | Wegen dir                           | Wenn kommt, dann kommt       |   |
| 2016 | Jasko feat. Farid Bang                   | Wenn kommt dann kommt               | Wenn kommt, dann kommt       |   |
| 2016 | Jasko feat. KC Rebell                    | Killn                               | Wenn kommt, dann kommt       |   |
| 2016 | Jasko feat. Majoe                        | Kein Disstrack                      | Wenn kommt, dann kommt       |   |
| 2016 | Jasko feat. Summer Cem                   | Schwanzgesteuert                    | Wenn kommt, dann kommt       |   |
| 2016 | KC Rebell                                | Intro Prelude                       | Abstand                      |   |
| 2016 | Kollegah                                 | Feuerwerk                           | Imperator                    |   |
| 2016 | Manuellsen                               | Ikarus                              | Gangland                     |   |
| 2016 | Manuellsen                               | Money                               | Gangland                     |   |
| 2016 | Manuellsen                               | Schiess für sie                     | Gangland                     |   |
| 2016 | Manuellsen                               | So lang es mir passt                | Gangland                     |   |
| 2016 | Manuellsen                               | Überall zuhause                     | Gangland                     |   |
| 2016 | PA Sports                                | Ungeborener Sohn                    |                              |   |
| 2016 | Pillath                                  | Intro                               | Onkel Pillo                  |   |
| 2016 | Pillath feat. Fard                       | Kranke Welt                         | Onkel Pillo                  |   |
| 2016 | Summer Cem feat. Farid Bang              | Bitte Spitte Cocaina                | Cemesis                      |   |
| 2016 | Summer Cem feat. Farid Bang              | Gary Pedro Crock                    | Cemesis                      |   |
| 2016 | Summer Cem feat. KC Rebell               | Pilot                               | Cemesis                      |   |
| 2017 | 18 Karat                                 | Pusha gewesen Pusha geblieben       | Pusha                        |   |
| 2017 | 18 Karat                                 | Wieder dicht                        | Pusha                        |   |
| 2017 | Culcha Candela                           | Rodeo                               | Feel Erfolg                  |   |
| 2017 | Seko                                     | Weiter Weg                          | –                            |   |
| 2017 | Seko                                     | 1 Million                           | –                            |   |
| 2017 | KC Rebell & Summer Cem                   | Ist es das was ihr wollt (Intro)    | Maximum                      |   |
| 2017 | KC Rebell & Summer Cem                   | Salut                               | Maximum                      |   |
| 2017 | KC Rebell & Summer Cem                   | Du musst mir geben                  | Maximum                      |   |
| 2017 | KC Rebell & Summer Cem                   | So vieles noch vor                  | Maximum                      |   |
| 2017 | KC Rebell & Summer Cem                   | Kontrolle verloren                  | Maximum                      |   |
| 2017 | KC Rebell & Summer Cem                   | Nächstes Mal                        | Maximum                      |   |
| 2017 | Kurdo & Majoe                            | Perdono                             | Blanco                       |   |
| 2017 | Kurdo & Majoe                            | Refu Gs                             | Blanco                       |   |
| 2017 | Mike Singer                              | Alles nur gelogen                   | Karma                        |   |
| 2017 | Mike Singer                              | Egal                                | Karma                        |   |
| 2017 | Mike Singer                              | Fanpost                             | Karma                        |   |
| 2017 | Mike Singer                              | Herz für Dich                       | Karma                        |   |
| 2017 | Mike Singer                              | Jung und frei                       | Karma                        |   |
| 2017 | PA Sports feat. KC Rebell & Summer Cem   | Zik Zak                             | Verloren im Paradies         |   |
| 2017 | Kollegah & Farid Bang                    | Massephase                          | Jung Brutal Gutaussehend 3   |   |
| 2017 | Kollegah & Farid Bang                    | One Night Stand                     | Jung Brutal Gutaussehend 3   |   |
| 2017 | Kollegah & Farid Bang                    | 0815                                | §185 EP                      |   |
| 2017 | Kollegah & Farid Bang                    | Ja ich will                         | §185 EP                      |   |
| 2018 | Kollegah & Farid Bang                    | All Eyez on Us                      | Platin war gestern           |   |
| 2018 | Kollegah & Farid Bang                    | Angriff ist für immer               | Platin war gestern           |   |
| 2018 | Kollegah & Farid Bang                    | G-Modelle                           | Platin war gestern           |   |
| 2018 | Kollegah & Farid Bang                    | Geister, die du riefst              | Platin war gestern           |   |
| 2018 | Kollegah & Farid Bang                    | Mitternacht 2                       | Platin war gestern           |   |
| 2018 | Kollegah & Farid Bang                    | In die Unendlichkeit (feat. Musiye) | Platin war gestern           |   |
| 2018 | Kollegah & Farid Bang                    | Ronaldo & Messi                     | Nafri Trap EP, Vol. 1        |   |
| 2018 | Kollegah & Farid Bang                    | Trainier die Beine nicht            | Nafri Trap EP, Vol. 1        |   |
| 2018 | Kollegah & Farid Bang                    | Venice Beach                        | Nafri Trap EP, Vol. 1        |   |
| 2018 | Summer Cem                               | Follow Me                           | Endstufe                     |   |
| 2018 | Summer Cem                               | Anders                              | Endstufe                     |   |
| 2018 | Summer Cem                               | Tamam Tamam                         | Endstufe                     |   |
| 2018 | Summer Cem feat. Play69                  | Brutalität                          | Endstufe                     |   |
| 2019 | KC Rebell                                | Intro                               | Hasso                        |   |
| 2019 | KC Rebell                                | Hype                                | Hasso                        |   |
| 2019 | KC Rebell                                | Neureich                            | Hasso                        |   |
| 2019 | KC Rebell                                | Quarterback                         | Hasso                        |   |
| 2019 | KC Rebell                                | Uncle Sam                           | Hasso                        |   |
| 2019 | Farid Bang feat. French Montana & Khaled | Maghreb Gang                        |                              |   |
| 2019 | Farid Bang                               | Stier                               |                              |   |
| 2019 | Summer Cem                               | Pompa                               |                              |   |
| 2021 | Shirin David                             | Babsi Bars                          | Bitches brauchen Rap         |   |
| 2021 | Shirin David                             | Depressionen im Paradies            | Bitches brauchen Rap         |   |
| 2021 | Shirin David                             | Last Bitch Standing                 | Bitches brauchen Rap         |   |
| 2021 | Shirin David                             | NDA’s (feat. Shindy)                | Bitches brauchen Rap         |   |
| 2021 | Shirin David                             | Juicy Money                         | Bitches brauchen Rap         |   |
| 2021 | Shirin David                             | Man’s World                         | Bitches brauchen Rap         |   |
| 2021 | Shirin David                             | Bae                                 | Bitches brauchen Rap         |   |
| 2021 | Shirin David                             | Dior Sauvage                        | Bitches brauchen Rap         |   |
| 2021 | Shirin David                             | Bitches brauchen Rap                | Bitches brauchen Rap         |   |
| 2021 | Shirin David                             | Bramfeld Storys                     | Bitches brauchen Rap         |   |
| 2022 | Mero                                     | 3AM                                 | Bitches brauchen Rap         | – |
| 2024 | Céline                                   | Weg von hier                        | Lost Tapes, Teil 1           |   |
| 2024 | Céline                                   | Schwarze Wolke                      | Lost Tapes, Teil 2           |   |
| 2025 | Céline                                   | Lana                                | Lost Tapes, Teil 3           |   |